# Serieåret 1937

## Händelser

### Okänt datum
- Den amerikanska serietidningarna Detective Comics och Ace Comics börjar ges ut.
- Sveriges första riktiga serietidning, Musse Pigg-tidningen, ges ut för första gången. Förlaga är amerikanska Mickey Mouse Magazine.[1]
- En tysk variant av den amerikanska serietidningen Mickey Mouse Magazine startas.[1]
- Hal Foster skapar serien Prins Valiant.
- Knattarna, Knatte, Fnatte och Tjatte, gör entré på en söndagssida av Kalle Anka.

## Utgivning

### Album
- Det sönderslagna örat - Hergé[2]

## Födda
- 22 mars - Max Lundgren (död 2005), svensk författare.
- 15 april - Tom Sutton (död 2002), amerikansk serietecknare.
- 6 september - Sergio Aragonés, spansk serietecknare.
- 8 september - Archie Goodwin (död 1998), amerikansk serieskapare.
- 11 oktober - Lars Hillersberg (död 2004), svensk konstnär och satiriker.

### Fotnoter
1. 1 2  Swecomics
2. ↑  ”Tintin”. http://en.tintin.com/albums/show/id/30/page/0/0/the-broken-ear. Läst 12 mars 2011.